# Mont-Cenis-Gesamtschule
Die Mont-Cenis-Gesamtschule ist eine städtische Gesamtschule in Herne-Sodingen. Sie nimmt am Schulversuch Talentschulen teil.

## Konzept
Die 1984 gegründete Mont-Cenis-Gesamtschule ist eine integrierte Ganztagsschule mit verstärkten Musik- und Sportunterricht, an der sämtliche Schulabschlüsse (Hauptschulabschluss, Mittlerer Schulabschluss und Abitur) erworben werden können. Am Ende der Jahrgangsstufe Q1 (12) kann der schulische Teil der Fachhochschulreife erworben werden. Rund 1000 Schüler besuchen die Schule, sie werden von rund 107 Lehrern unterrichtet. Jeweils ein Klassenlehrerteam aus zwei Lehrenden betreut die Klassen, die nach Jahrgängen in eigenen Gebäudebereichen untergebracht sind. Die Jahrgänge sind sechszügig. Darüber hinaus stehen den Lernenden eine Berufsberatung und eigene Sozialpädagoginnen zur Verfügung. Mit Beginn des Schuljahrs 2012/2013 werden in der Schule auch Schüler mit Integrationsbedarf integrativ unterrichtet. Seit dem Schuljahr 2015/2016 werden Geflüchtete in speziellen Internationalen Klassen auf die Teilnahme am Regelunterricht vorbereitet. Kerngedanke des Gesamtschulkonzeptes sind das gemeinsame Lernen und die Chancengleichheit für alle Schüler unabhängig vom sozialen Status des Elternhauses.

## Gymnasiale Oberstufe
Die Mont-Cenis-Gesamtschule hat eine gymnasiale Oberstufe, von der Einführungsphase bis zur Qualifikationsphase (11. bis zur 13. Klasse). Die Einführungsphase beginnt meist mit zwei bis drei Klassen. Viele Lernende wechseln mit Fachoberschulreife mit Qualifikation (FORQ) in die eigene gymnasiale Oberstufe. Es bewerben sich aber auch jedes Jahr Schüler von Real- und Hauptschulen sowie des Gymnasiums, die einen FORQ-Abschluss vorweisen können. Die Gesamtschulen in Nordrhein-Westfalen bieten das Abitur nach 13 Schuljahren an.

## Schulprofil

### Musikklassen
Mit Musik- und Sportklassen bietet die Schule zwei besondere Profile an. In Kooperation mit der Musikschule Herne erlernen die Schüler der Musikklassen zunächst Blockflöte, anschließend die Instrumente Gitarre, Querflöte, Keyboard, Saxophon, Trompete, Schlagzeug, Tuba usw. In Big-Band-Formation musizieren sie unter der Leitung ihrer Musiklehrer. Sie treten öffentlich auf, nehmen an Wettbewerben teil und begleiten feierliche Anlässe mit ihrem Repertoire aus eigens dafür arrangierten bekannten Songs aus Rock, Pop und Jazz. Zu den größten Erfolgen gehört der Auftritt mit dem Landespolizeiorchester NRW in der Akademie Mont-Cenis am 4. Dezember 2014.

### Sportklassen
In den Sportklassen haben die Schüler vom 5. Jahrgang an verstärkten Sportunterricht. Seit 2016 nimmt die Schule am Projekt „Fußball trifft Kultur“ teil. Im Sport-Leistungskurs der Gymnasialen Oberstufe erwerben die Schüler einen Übungsleitungsschein. Bereits seit 1990 nehmen die Jugendlichen des 8. und 11. Jahrgangs alljährlich im Januar an der Sportwoche teil, bei der sie sich für die Wintersportarten Ski Alpin, Skilanglauf oder Snowboard entscheiden und gemeinsam mit ausgebildeten Ski- und Sportlehrer in ein alpines Skigebiet reisen. Schüler, die nicht am Wintersport teilnehmen möchten, nehmen ein Sportangebot, beispielsweise eine Reiterwoche, in der Region wahr. Spiel- und Sportmöglichkeiten werden ebenfalls vom Ganztagsbereich zur Verfügung gestellt. Ob „bewegte Pause“ mit der separaten Spieleausgabe für die Jahrgänge 5 bis 7 sowie für die Jahrgänge 8 bis 10 oder Kickern in der Mittagspause – die Schüler wählen aus einem großen Angebot.

### Projekte

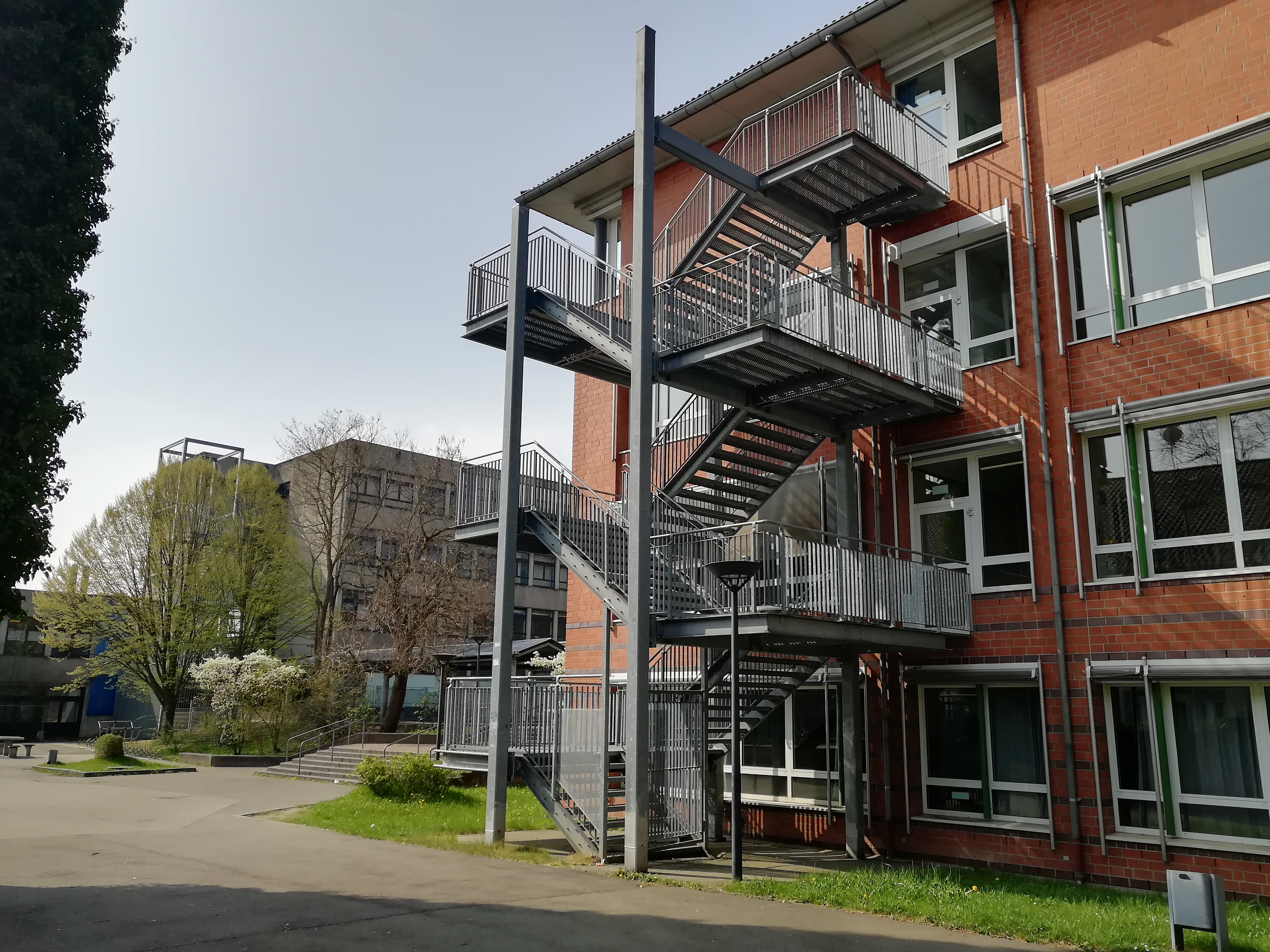
Mont-Cenis Gesamtschule Herne, April 2018

Die Schule führt zahlreiche Projekte durch, darunter „Deutsch-Checker“, „Fußball trifft Kultur“, Chancenwerk, Sporthelferausbildung, Streitschlichter, ChangeWriters, Buddies, Leseclub, Peers und den Europäischen Fremdsprachentag.

### Sanitätsdienst
Der Schulsanitätsdienst besteht aus etwa 10–15 Schülern. Alle Schüler, die im Schulsanitätsdienst sind, haben an einer Ausbildung zur Ersten Hilfe teilgenommen und besitzen den Ersthelferschein. Dafür wird der schuleigene Sanitätsraum genutzt.

### Arbeitsgemeinschaften
Im Nachmittagsbereich wählen die Schüler aus einer Vielzahl von Angeboten, z. B. Garten-AG zur Pflege des Schulgartens, Online-AG mit Schülerzeitungsblog, Mofa-AG, Tanz-AG, Jonglage, Upcycling, Musik, Youth Club und weitere.

### Partnerschulen
Gründungsschulleiter Wolfgang Viehweger (Schulleitung 1984 bis 1995) initiierte im Jahr 1990 eine Schulpartnerschaft mit Hernes nordfranzösischer Partnerstadt Hénin-Beaumont. Zu Beginn der Partnerschaft konnten die Gesamtschüler ihr dreiwöchiges Berufspraktikum in Frankreich absolvieren. Im Gegenzug sammelten französische Austauschschüler praktische Erfahrungen bei der Baufirma Heitkamp in Herne, dem damaligen Partnerbetrieb der Gesamtschule. Auch die Lehrer knüpften zahlreiche deutsch-französische Freundschaften und so blieb die Schulpartnerschaft über 20 Jahre bis zum Jahr 2010 bestehen. Als am nachhaltigsten erwies sich der Austausch mit dem Collège Anne Frank in Dourges, einem Vorort von Hénin-Beaumont. Darüber hinaus ergab sich neben einem Englandaustausch nach der deutschen Wiedervereinigung im Jahr 1990 ein vorübergehender Kontakt mit der Geschwister-Scholl-Oberschule aus der Lutherstadt Eisleben. Die Schule nahm wiederholt an Comenius-Projekten und E-Twinning-Partnerschaften teil.

## Geschichte der Schule

### Entwicklung der Mont-Cenis-Gesamtschule
1979 wurde die erste Gesamtschule auf dem heutigen Herner und Wanne-Eickeler Stadtgebiet als „Gesamtschule Herne“ in Wanne-Eickel an der Stöckstraße gegründet. Nachdem in einer Ratssitzung im Dezember 1983 der endgültige Beschluss zur Einrichtung einer zweiten Gesamtschule an der Mont-Cenis-Straße erging, wurden im Schuljahr 1984/85 noch in Wanne-Eickel 104 Kinder in vier neue fünfte Klassen (Klassen 5.6 bis 5.10) aufgenommen, die überwiegend aus Herne stammten. Die Fünftklässler mussten allmorgendlich von Herne nach Wanne-Eickel, quasi von Bahnhof zu Bahnhof, fahren. Schließlich zogen die Herner Kinder am 5. August 1985 – mit ihren 17 Lehrern – an die Mont-Cenis-Straße 180, den heutigen Schulstandort, um. Die neue Schule nannte sich von nun an Gesamtschule Herne, während die Schule an der Wanne-Eickeler Stöckstraße zur Unterscheidung Gesamtschule Wanne-Eickel hieß. Im Jahr 2001 wurde die Gesamtschule Herne in Mont-Cenis-Gesamtschule umbenannt.
Bei Herner Eltern und Kindern war die neue Gesamtschule Herne als stadtweit einzige Ganztagsschule, die zudem mit einer modernen Dreifachsporthalle ausgestattet war, beliebt. Von den 192 angemeldeten Kindern konnten im Losverfahren zunächst nur 120 Kinder aufgenommen werden. Zwei Jahre später, nach dem Auslaufen der vormals in den Schulgebäuden untergebrachten Hauptschule im Jahr 1986 und dem Umzug der Realschule an die Castroper Straße im Jahr 1987, wird sie sechszügig. Im Nachmittagsbereich gab es in den ersten Jahren 22 Arbeitsgemeinschaften, die von Eltern angeboten wurden: Schreibmaschineschreiben, Basteln, Nähen usw.
1990 wurde der erste Abschlussjahrgang nach der 10. Klasse entlassen. Drei Jahre später, am 9. Juni 1993, erhielten die ersten Abiturienten ihr Reifezeugnis aus den Händen von Schulleiter Wolfgang Viehweger – NRW-Kultusminister Hans Schwier war Ehrengast und ließ es sich nicht nehmen, den 28 Schülern, die als erster Jahrgang 1984 noch an der Gesamtschule in Wanne-Eickel eingeschult worden waren, persönlich zu gratulieren. Ihre Abiklausuren schrieben sie bereits im Neubau für die Oberstufe, der am 30. Oktober 1992 nach nur einjähriger Bauzeit feierlich eingeweiht wurde.
Im Jahr 2001 wurde die Schule in Mont-Cenis-Gesamtschule umbenannt. Der Name geht zurück auf ein technisches Wunderwerk – den Mont-Cenis-Eisenbahntunnel in den französischen Alpen, der der 1872 in Herne-Sodingen gegründeten Zeche Mont-Cenis ihren Namen gab. Nach fast 100 Jahren – und einer wechselvollen Geschichte – wurde die Zeche im Jahr 1978 geschlossen und es entstanden mitten in Sodingen 25 Hektar Brachfläche, auf der die Fortbildungsakademie des Innenministeriums NRW und ein Stadtteilrathaus errichtet wurden. Ausschlaggebend für die Umbenennung der Schule war für Schulleiter Udo Müller (Schulleitung 1995 bis 2017), dass die Bevölkerung den Namen Mont-Cenis einerseits mit der Geschichte und Gegenwart des Bergbaus in Herne verbinde und er andererseits für den Aufbruch in die Zukunft stehe, den Herne durch die zukunftsweisende Architektur und Technik der Fortbildungsakademie in Sodingen erfahre. Bei der Feierstunde zur Namensgebung verwies auch Oberbürgermeister Wolfgang Becker auf die große Bedeutung, die mit dem Namen der Zeche Mont Cenis verbunden sei: „Er steht wie kaum ein zweiter für Tradition und Wandel, für Geschichte und Zukunft.“
Am 16. März 2014 wurde die neue Mensa eingeweiht, die einen lichtdurchfluteten Flachbau als Anbau der bereits bestehenden Mensa nutzt. Schließlich wurde 2015 der neue Schulgarten mit einem Amphitheater aus Naturstein für den Unterricht im Freien angelegt. Im September 2017 (WAZ vom 26. August 2017) beschloss die Stadt Herne einen Teilabriss der Schulgebäude und einen Erweiterungsbau für die Mont-Cenis-Gesamtschule; die Kosten werden mit 33,7 Millionen Euro veranschlagt. In die Planungen wurden im Frühjahr 2017 Schüler, das Lehrerkollegium und Vertreter aus dem Stadtteil in drei Ideen-Workshops einbezogen. Im nächsten Schritt soll ein Architekturwettbewerb ausgelobt werden. Der Schulbetrieb wird durch den Neubau nicht beeinträchtigt, da dieser auf den bestehenden Freiflächen des Schulgeländes errichtet wird.
Die im Februar 2017 eingesetzte Schulleiterin Sylke Reimann-Pérez rief einen Ausbildungspakt ins Leben, bei dem die Schule mit der Stadt Herne und lokalen Unternehmen kooperiert, um dem Fachkräftemangel zu begegnen und die Jugendlichen bestmöglich auf ihr Berufsleben vorzubereiten.

### Geschichte des Schulstandorts
Der zur Sodinger Straße gelegene Gebäudeteil war 1956 als Evangelische Volksschule Sodinger Straße errichtet worden. Er diente als Ersatz für die in die Jahre gekommene Viktoriaschule am Grünen Weg, die spätere Erich-Kästner-Schule. Die Volksschule wurde von rund 400 Sodinger Mädchen und Jungen besucht und stand unter Leitung von Rektor Hegemann. Sie galt als moderner Schulbau und verfügte über Klassenräume mit Einbauschränken, modern ausgestattete Lehrküchen, eine Sporthalle mit Hausmeisterwohnung und ein Lehrschwimmbecken.
In unmittelbarer Nähe der Schule wurde im Jahr 1970 mit dem Revierpark Gysenberg der erste Freizeitpark im Ruhrgebiet eröffnet, unter anderem mit zahlreichen orangefarbigen Kletter-Kuben für die Kinder, Gartenliegestühlen für die Erwachsenen, einem großen Streichelzoo und einem Wellenbad, dem heutigen Lago.
Aufgrund des sich abzeichnenden demographischen Wandels veranlasste die Stadt Herne im Jahr 1970 die Planung für ein neues Schulzentrum im Ostbachtal, in der mit der Realschule II zusätzlich zur Hauptschule ein zweiter Schultyp untergebracht werden sollte: „Schulzentrum Ostbachtal wird auf die Zukunft ausgerichtet“, titelte die Westfälische Rundschau am 3. Juni 1970 und berichtete, dass im Neubau ein Speisesaal und ein Ruheraum und außerdem ein Sprachlabor zum individualisierten Lernen von Fremdsprachen vorgesehen seien. Das projektierte Gebäude wurde nun für mehr als doppelt so viele Schüler ausgelegt: insgesamt 1000 Schüler sollten die Schule in zwei künftig nebeneinander existierenden Schultypen in 15 Hauptschul- und 12 Realschulklassen besuchen. Die Schuldirektoren Finger (Realschule) und Strauß (Hauptschule) teilten sich seit 1972 das neu fertiggestellte Hauptgebäude, in denen heute die 5. und 6. Jahrgänge, der Klassenturm im Hochhaus (Gebäudeteile A und B), die neue Sporthalle und die Aula untergebracht sind. Das erst 15 Jahre alte Lehrschwimmbecken und die Turnhalle mussten weichen und der ehemalige Durchgang vom Schulgebäude Sodinger Straße zur nun abgerissenen Sport- und Schwimmhalle wurde umbaut und zum Verwaltungstrakt, der heute ebenfalls noch besteht. Im selben Zug wurden der Verlauf der Sodinger Straße abgeändert und 1979 bis nach Börnig verlängert und der Ostbach überbaut.
Am 31. März 1978 wurde die Zeche Mont-Cenis nach 106-jährigem Betrieb stillgelegt: „‚Mont-Cenis, Mont-Cenis, diesen Pütt vergess ich nie‘, dichtete in einem Bergmannslied ein unbekannter Verfasser. Der Abschied von der Zeche war ein Einschnitt in der Geschichte Sodingens und im Leben vieler Menschen.“ Am 5. August 1981 um 12 Uhr mittags wurde der letzte Förderturm auf Mont Cenis niedergerissen. Im Jahr 1985 bezog die Gesamtschule die Schulgebäude.

## Denkmal „Der unbekannte Fußballzuschauer“

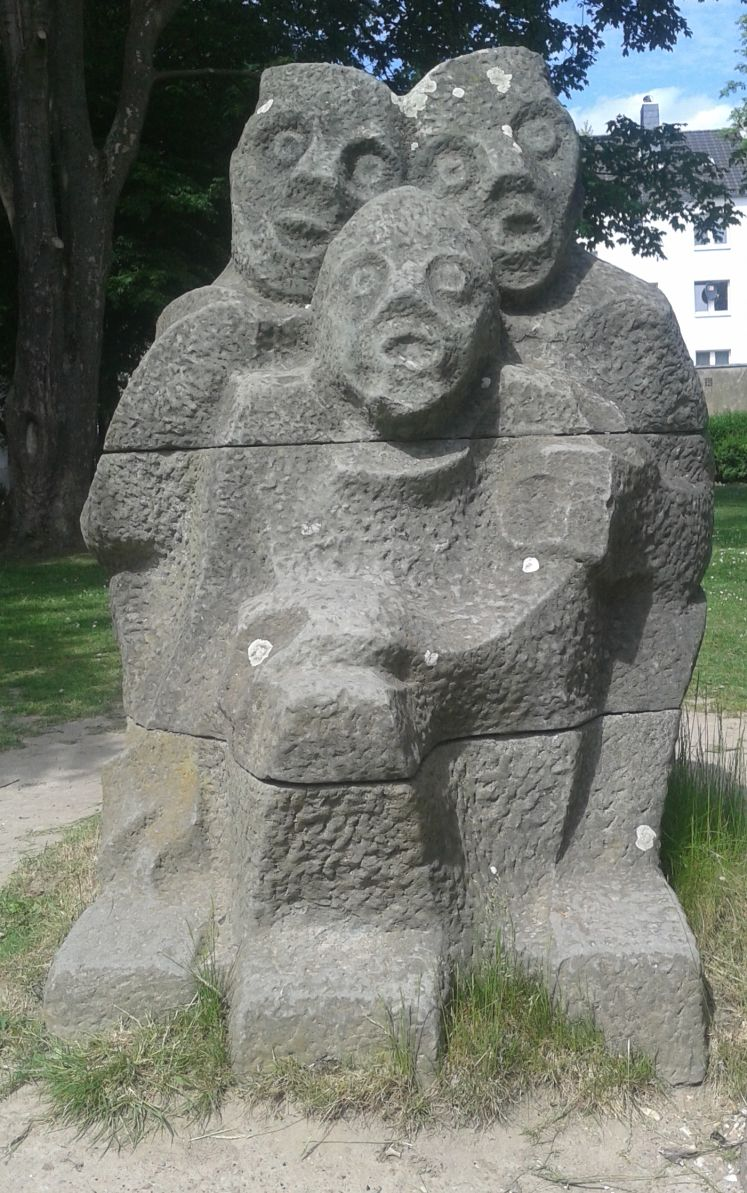
Skulptur von Elisabeth Hoffmann „Der unbekannte Fußballzuschauer“

Die auch unter dem Namen „Der Torschrei“ bekannte Skulptur „Der unbekannte Fußballzuschauer“ der Börniger Bildhauerin Elisabeth Hoffmann wurde 1958 im Zusammenhang mit dem Schulneubau aufgestellt. Sie gilt als weltweit einzige Skulptur für Fußballzuschauer und ist eine Hommage an die Fußballkultur des SV Sodingen, dem Fußballclub der Bergleute der Zeche Mont-Cenis.
Ihre Herkunft war bis zum Jahr 2014 in Vergessenheit geraten, als eine Projektgruppe der Schule ihre Herkunft recherchierte. Im März 2018 wurde sie schließlich in die Herner Denkmalliste aufgenommen. Nur einen Steinwurf von der Schule entfernt, auf der gegenüberliegenden Seite des Haupteingangs an der Sodinger Straße, befand sich damals die „Aschekippe“, eine der Spielstätten des SV Sodingen, der damals in der höchsten deutschen Liga spielte. „Sodingen – das war Fußball im Schatten des Förderturms, umgeben von den typischen Bergarbeiterkolonien mit ihren unverputzten, rußgeschwärzten Ziegelbauten: und das war die Zeche Mont-Cenis, die über Jahrzehnte hinweg die Entwicklung des Stadtteils dominierte und mit der die Anhänger, die Spieler und Vorstandmitglieder unzertrennlich verbunden waren.“

## Weitere Besonderheiten
Im Schuljahr 1986/87 führte die Mont-Cenis-Gesamtschule als eine der ersten Schulen in Nordrhein-Westfalen den muttersprachlichen Türkischunterricht als Fremdsprache im Wahlpflichtbereich I ein (bis circa 2008). Für diese Innovation wurde Schulleiter Wolfgang Viehweger im Jahr 1992 mit dem Bundesverdienstkreuz ausgezeichnet.
Die Partnerfirma der Gesamtschule, die Baufirma Heitkamp, stellte im November 1990 zwölf Kunstwerke
von Schülern in der Kantine ihrer Hauptverwaltung in der Wanne-Eickeler Langekampstraße aus.
Im Oktober 1990 nahm Musiklehrer Ingo Marmulla mit Unterstützung weiterer Musiklehrer, der Schulband und des Schulchors die Songs „Schwarz und Weiß“ und „Für Dich Da“ auf. Im Keller der Schule probten sie mit Gitarre, Keyboard, Schlagzeug und Saxofon und brachten pünktlich zu Weihnachten eine Single in der Auflage von 1000 Stück auf Marmullas Plattenlabel „energie“ heraus.

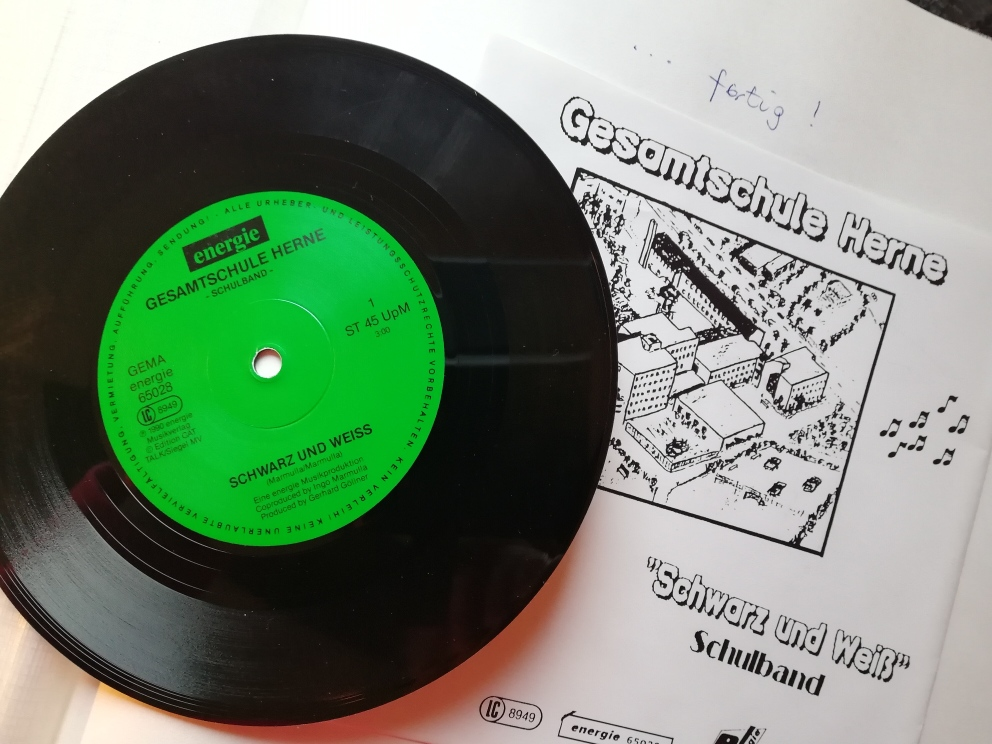
Single der Gesamtschule Herne 'Schwarz und Weiß', Schulband mit Ingo Marmulla (Label Energie)

Ein weiterer Meilenstein wurde im Jahr 1994 mit dem „Musikprojekt für Toleranz und das Zusammenleben verschiedener Kulturen“ erreicht, einer zweisprachigen CD, die wieder unter Marmullas Leitung in Kooperation mit dem Türkischlehrer Cengiz Karaefe an der Mont-Cenis-Gesamtschule entstand. Für die Aufnahme der CD mit dem Titel „Zusammen-Klänge“ / „Birlikte Calip Söyleyelim“ fanden sich Kinder, Musiker und Lyriker zusammen, um 20 verschiedene Songs einzuspielen, darunter das bekannte Lied Üsküdar. Sie wollten „den Menschen in unserem Lande durch Musik bewusstmachen, dass unterschiedliche Kulturen ein unverzichtbarer Gewinn sind.“ Ebenfalls trat die Boygroup Caught in the Act an der Schule auf, nachdem die Klasse 8.6 einen Wettbewerb der Herner Cocktail-Redaktion gewonnen hatte.
Bei den Olympischen Winterspielen 1994 in Lillehammer wurde der Schule die Ehre zuteil, sich am Fackellauf der olympischen Flamme in die Herner Eissporthalle zu beteiligen. Ein elfköpfiges Staffelläuferteam übernahm die Flamme auf dem Schulhof und trug sie zur Kreuzung Mont-Cenis-Straße / Kirchstraße, wo sie von einem Team des Herner Eissportvereins übernommen und zur Gysenberghalle gebracht wurde. Rund 900 Schüler der Mont-Cenis-Gesamtschule hatten nach der 2. Stunde Unterrichtsschluss, um an den Feierlichkeiten teilzunehmen.
Seit 1993 werden unter dem Namen Nikolauscup Sportspiele für die Kinder des 5. Jahrgangs ausgerichtet, bei denen es einen Pokal und Sachpreise zu gewinnen gibt. Die Kinder absolvieren einen spielerischen Parcours, bei dem sie sich in Klassenteams bewähren können.
In der Sporthalle der Mont-Cenis-Gesamtschule werden die Heimspiele der Damen Basketballmannschaft des Herner TC in der 1. Damen-Basketball-Bundesliga ausgetragen.

## Mitgliedschaften
- Gemeinnützige Gesellschaft Gesamtschule

## Auszeichnungen und Wettbewerbe
- Schulentwicklungspreis „Gute gesunde Schule“
- Schule der Zukunft
- Dr. Otto-Ruer Preis 2016 für das Erinnerungsprojekt zum ehemaligen Kantor der jüdischen Gemeinde Bochum Eric Mandell, der in Herne seine Kindheit verbrachte. Der Preis wird von der jüdischen Gemeinde Bochum, Herne, Hattingen gestiftet.[16]
- Margot Spielmann-Preis 2017 des Jüdischen Museums Westfalen für die szenische Lesung „Zum Osten abgeschoben – die Geschichte der jüdischen Familie Frank aus Sodingen“ zur Erinnerung an Ruth Frank. Dieser Beitrag wurde dokumentiert im Film Holocaust oder hebräisch Shoah. Das Schicksal der Herner Familie Frank während der NS Herrschaft.[17]
- Teilnahme am Geschichtswettbewerb des Forums Geschichtskultur an Ruhr und Emscher e. V. 'Hau Rein' 2018 mit dem Beitrag „Der Torschrei – Die vergessenen Skulptur von Herne-Sodingen“. Der Film entstand in Kooperation mit dem Geschichtsverein Herne und Wanne-Eickel e. V.
- Talentschule NRW im Dezember 2019
- Dr. Otto-Ruer-Preis 2020 für das Projekt #Jüdisch Kochen - Jüdisch Essen.

## Bekannte Schüler
- Daniel Anders (Abitur 2011), Deutscher Jugendmeister im Turnen.
- Nadia Raoui, Weltmeisterin im Fliegengewicht.
- Jan Kirchner, TikTok-Star.[18]